# Renan Luce

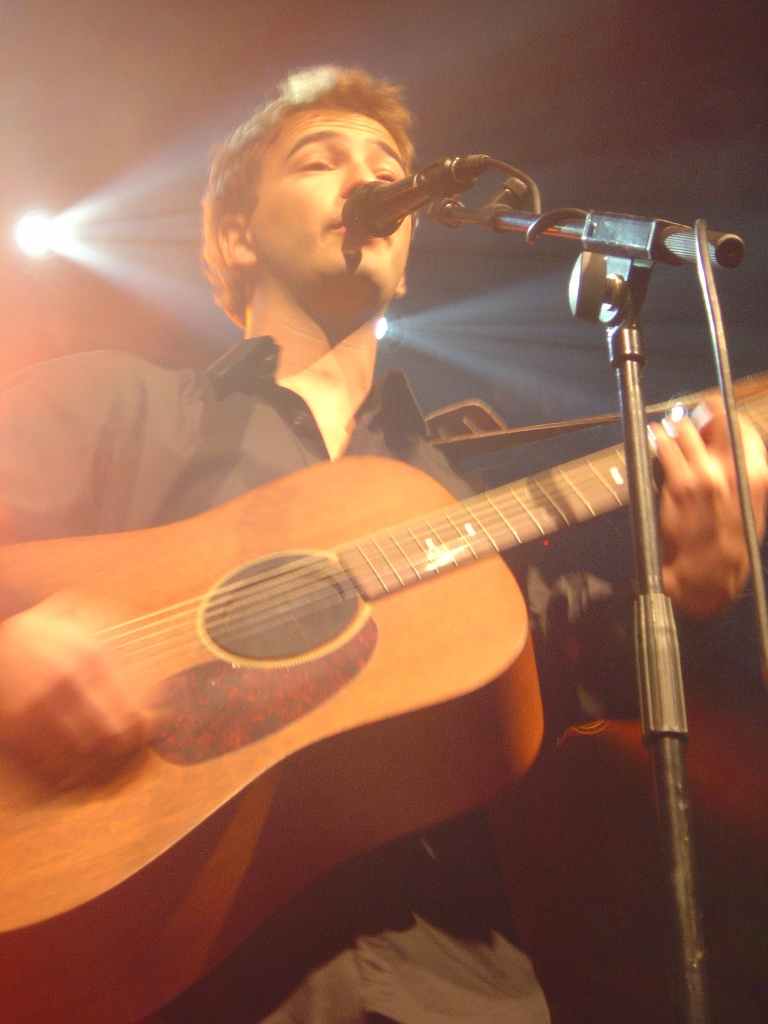
Renan Luce

Renan Luce (ur. 5 marca 1980) – francuski piosenkarz.
Jego pierwszy album (Repenti) w 2007 r. otrzymał platynową płytę, a drugi (Le Clan des miros) w 2010 r. – podwójną platynę. Piosenka On n'est pas à une bêtise près z tej płyty znalazła się w filmie Mikołajek. 
Ukończył Toulouse Business School.

## Dyskografia
- 2014: D'une tonne à un tout petit poids
- 2009: Le Clan des miros
- 2006: Repenti